# Kroatiens volleyballlandshold (damer)
Kroatiens volleyballlandshold (kroatisk: Hrvatska ženska voljjaška representazija) er Kroatiens landshold i volleyball. Siden landets uafhængighed har holdet været blandt de bedre hold i Europa. De har deltaget i alle europæiske mesterskaber undtagen EM i 2005 og vundet sølvmedaljer ved EM i 1995, 1997 og 1999. De har også vundet Middelhavslegene to gange (1993 og 2018).